# Rival Poet sonnets
De Rival Poet sonnets is een reeks gedichten in Shakespeares sonnetten waarin een rivaliserende dichter wordt opgevoerd.
De spreker van de gedichten ziet in deze reeks (78-86) een rivaal-dichter als een concurrent voor roem, rijkdom en patronage. Het valt niet aan te tonen of dit personage gebaseerd is op een echte persoon uit Shakespeares kring. De beste kandidaten zijn Christopher Marlowe en George Chapman, twee collega-dichters en toneelauteurs.